# Air Fiji
Air Fiji war eine nationale Fluggesellschaft des Staates Fidschi mit Hauptsitz in Suva. Täglich wurden etwa 65 Flüge durchgeführt. Sie war ein Mitglied der Pacific Link-Gruppe und beschäftigte an drei Drehkreuzen rund 210 Angestellte.

## Geschichte

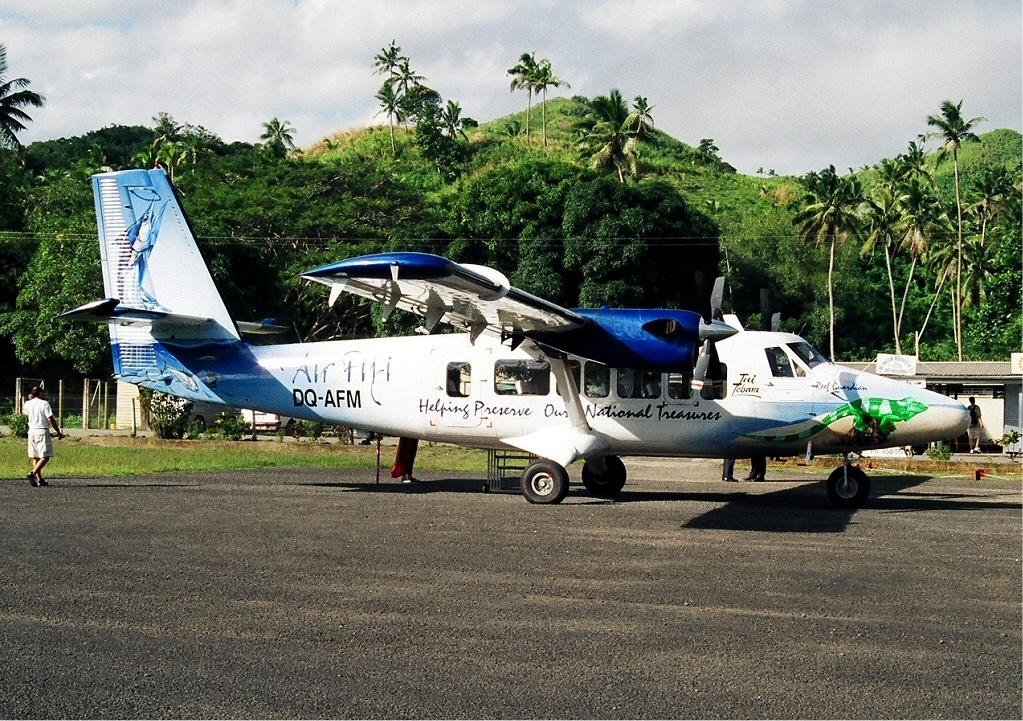
de Havilland Canada DHC-6 Twin Otter der Air Fiji

Air Fiji wurde am 10. Juli 1967 unter dem Namen Air Pacific als regionale Fluggesellschaft gegründet. Im Jahr 1971 nahm die Gesellschaft den Namen Fiji Air Services an, während gleichzeitig die international verkehrende Fiji Airways den Namen Air Pacific erhielt. Zwischen 1982 und 1995 flog die Gesellschaft unter dem Namen Fiji Air.
In den frühen 1970er-Jahren setzte das Unternehmen überwiegend Flugzeuge des Typs Britten-Norman BN-2 Islander ein. Diese wurden ab 1979 mit de Havilland Canada DHC-6 Twin Otter und ab 1986 mit De Havilland DH.114 Heron ergänzt. Ab 1992 wurde die Flotte mit Harbin Y-12 und ab 1994 mit Embraer EMB 110 schrittweise modernisiert.
Air Fiji hat ihren Flugbetrieb am 1. Mai 2009 eingestellt. Die Besitzer der Fluggesellschaft waren Aviation Investments zu 55 %, der Staat Fidschi zu 11 % und zu 34 % private Investoren.

## Ziele
Air Fiji verband mehrere Fidschi-Inseln miteinander und flog international nur Funafuti, die Hauptstadt des Staates Tuvalu, an.

## Flotte
Im Jahr 2008 setzte die Gesellschaft folgende Flugzeuge ein:
- 1 Convair 580
- 5 Harbin Y-12
- 3 Embraer EMB 110

## Zwischenfälle

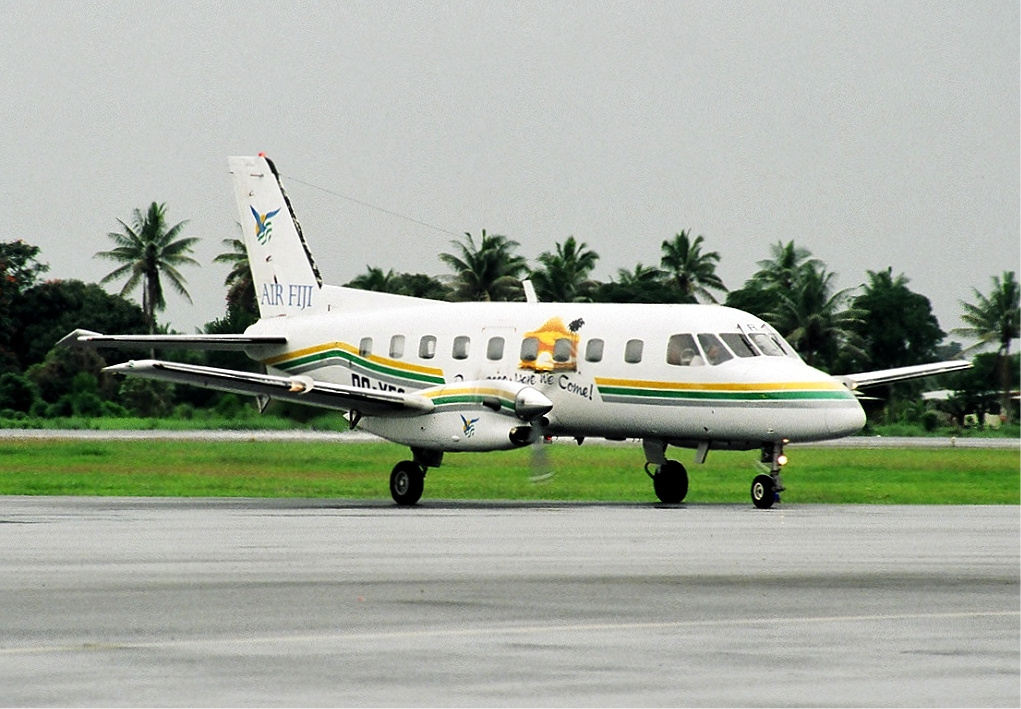
Embraer EMB 110 der Air Fiji, baugleich mit der 1999 verunglückten

- Am 24. Juli 1999 verunglückte eine Embraer EMB 110 (Luftfahrzeugkennzeichen DQ-AFN) mit 15 Passagieren und zwei Mann Besatzung unterwegs von Nausori nach Flughafen Nadi. Das Flugzeug wurde später auf einem Bergrücken in der Nähe der Ortschaft Delailasakau gefunden. Niemand überlebte das Unglück. Die Untersuchungen ergaben, dass der Kapitän zu wenig Ruhezeit vor dem Flug hatte und alkoholisiert war. Zusätzlich wurde im Blut des Kapitäns Werte von Antihistaminikum festgestellt, die das übliche therapeutische Maß überstiegen (siehe auch Air-Fiji-Flug 121).[7]
- Am 12. Oktober 2008 versagten bei einer Harbin Y-12 (DQ-FHC) beim Rollen auf dem Matei-Taveuni-Flugplatz auf Fidschi die Bremsen. Die Maschine stieß mit dem Terminal zusammen und wurde schwer beschädigt. Die 15 Insassen kamen mit dem Schrecken davon.[8]